# Wały półkoliste
Wały półkoliste (tori semicirculares) – struktury anatomiczne śródmózgowia (ośrodkowy układ nerwowy).
Wały półkoliste w filogenezie pojawiły się u ryb chrzęstnoszkieletowych. U ryb tych w opisywanych wałach rozpoczynają się włókna nerwowe zmierzające do móżdżku. U gadów rozwijają się z nich zaczątki wzgórków dolnych.
Do istoty szarej wałów półkolistych odchodzą włókna nerwowe rozpoczynające swój bieg w ośrodkach słuchowych tyłomózgowia, układające się we wstęgi boczne. U kręgowców określanych jako niższe kończą się tu również włókna wywodzące się z jąder linii bocznych. W przypadków ssaków jednakże część wspomnianych włókien dociera do innego miejsca, do ciał kolankowatych przyśrodkowych.